# Liste der Baudenkmale in Holdenstedt
In der Liste der Baudenkmale in Holdenstedt sind die Baudenkmale des niedersächsischen Ortes Holdenstedt aufgelistet. Dies ist ein Teil der Liste der Baudenkmale in Uelzen. Der Stand der Liste ist der 17. November 2021.
Die Quelle der  IDs und der Beschreibungen ist der Denkmalatlas Niedersachsen.

## Allgemein
In den Spalten befinden sich folgende Informationen:
- Lage: die Adresse des Baudenkmales und die geographischen Koordinaten. Kartenansicht, um Koordinaten zu setzen. In der Kartenansicht sind Baudenkmale ohne Koordinaten mit einem roten Marker dargestellt und können in der Karte gesetzt werden. Baudenkmale ohne Bild sind mit einem blauen Marker gekennzeichnet, Baudenkmale mit Bild mit einem grünen Marker.
- Bezeichnung: Bezeichnung des Baudenkmales
- Beschreibung: die Beschreibung des Baudenkmales. Unter § 3 Abs. 2 NDSchG werden Einzeldenkmale und unter § 3 Abs. 3 NDSchG Gruppen baulicher Anlagen und deren Bestandteile ausgewiesen.
- ID: die Objekt-ID des Baudenkmales
- Bild: ein Bild des Baudenkmales, ggf. zusätzlich mit einem Link zu weiteren Fotos des Baudenkmals im Medienarchiv Wikimedia Commons. Wenn man auf das Kamerasymbol klickt, können Fotos zu Baudenkmalen aus dieser Liste hochgeladen werden:

## Holdenstedt

### Gruppen baulicher Anlagen in Holdenstedt
| Lage                                                    | Bezeichnung | Beschreibung | ID       | Bild |
| ------------------------------------------------------- | --- | --- | -------- | ---- |
| An der Hardau/Blumenstraße 52° 55′ 14″ N, 10° 30′ 50″ O | Friedhöfe | | 31004750 | BW   |
| Holdenstedter Straße 38 52° 55′ 12″ N, 10° 31′ 30″ O    | Hofanlage | Die Hofanlage Holdenstedter Straße besteht aus einem Wohn-/Wirtschaftsgebäude von 1838 und vier um einen mittigen Hof gruppierten Nebengebäuden des 19. Jahrhunderts. Auf dem Hof ist alter Baumbestand erhalten.                                                                              | 31004760 | BW   |
| Schloßstraße 2, 2a, 4, 6, 8 52° 54′ 59″ N, 10° 31′ 4″ O | Schloss Holdenstedt, Forsthof, Kirche, Pfarrhaus mit alten Baumbestand, Einfassungsmauer, Wegen, Hardaustau und Kriegerdenkmal | Die historische Gutsanlage umfasst das ehemalige Schloss Holdenstedt und den Schlosspark sowie die anliegenden Gewässer, darüber hinaus aber auch Nebengebäude und die vom ehemaligen Gutsherrn erbaute Nicolai-Kirche und das ebenfalls auf dem ehemaligen Schlossgelände liegende Pfarrhaus. | 31004770 |      |
| Stadenser Weg 2 52° 55′ 5″ N, 10° 31′ 20″ O             | Gutshof | Der ehemalige Krughof Stadenser Weg 2 umfasst ein großes Grundstück und besteht aus dem Wohn-/Wirtschaftsgebäude aus der zweiten Hälfte des 18. Jahrhunderts und drei jüngeren, großen Scheunen, die den Wirtschaftshof umschließen.                                                           | 31004791 | BW   |

### Einzeldenkmal in Holdenstedt
| Lage                                                 | Bezeichnung                    | Beschreibung | ID       | Bild |
| ---------------------------------------------------- | ------------------------------ | --- | -------- | ---- |
| An der Hardau 10 52° 55′ 11″ N, 10° 30′ 57″ O        | Wohn-/ Wirtschaftsgebäude      | Vierständer-Fachwerkgebäude unter Krüppelwalmdach. Errichtet 1841 (i). | 31006347 | BW   |
| Holdenstedter Straße 38 52° 55′ 13″ N, 10° 31′ 28″ O | Stall                          | Langgestrecktes Backsteingebäude unter ziegelgedecktem Satteldach. Errichtet Ende des 19. Jahrhunderts. | 31005324 | BW   |
| Holdenstedter Straße 38 52° 55′ 12″ N, 10° 31′ 28″ O | Nebengebäude                   | Kleines Fachwerkgebäude mit Backsteinausfachung, unter ziegelgedecktem Satteldach. Errichtet im 19. Jahrhundert. | 31005342 | BW   |
| Holdenstedter Straße 38 52° 55′ 12″ N, 10° 31′ 29″ O | Wohn-/ Wirtschaftsgebäude      | Vierständer-Fachwerkgebäude unter ziegelgedecktem Halbwalmdach. Auf Feldsteinsockel. Errichtet 1838 (i). | 31006402 | BW   |
| Holdenstedter Straße 38 52° 55′ 12″ N, 10° 31′ 30″ O | Scheune                        | Traufständiges Fachwerkgebäude mit Backsteinausfachung, unter ziegelgedecktem Krüppelwalmdach. Mit Längsdurchfahrt. Errichtet im 19. Jahrhundert. | 31005288 | BW   |
| Holdenstedter Straße 38 52° 55′ 13″ N, 10° 31′ 30″ O | Nebengebäude                   | Fachwerkgebäude unter ziegelgedecktem Satteldach. Hofseitig Vordach auf Stützen. Errichtet im 19. Jahrhundert. | 31005306 | BW   |
| Schloßstraße 52° 55′ 1″ N, 10° 31′ 8″ O              | St. Nicolai Kirche Holdenstedt | Die Kirche ist ein rechteckiger Saalbau aus Backstein unter ziegelgedecktem Satteldach, Westturm mit ziegelgedecktem Walmdach. Polygonaler Chor vom Vorgängerbau in den Neubau von 1690 einbezogen. Im Inneren hölzerne Kleeblattbogentonne, Bronzetaufbecken vom Beginn des 14. Jahrhunderts, Altar und Kanzel um 1700, Sandsteingrabmal derer von der Wense vom Ende des 16. Jahrhunderts.                                                                         | 31006439 |      |
| Schloßstraße 52° 55′ 2″ N, 10° 31′ 1″ O              | Gewässer                       | Das Flüsschen Hardau wird im Bereich der alten Mühle umgeleitet; Umflut und Staueinrichtung sind erhalten. Früher diente die Hardau an dieser Stelle auch zur Speisung des Wassergrabens um Burg und Wasserschloss Holdenstedt. | 46224550 | BW   |
| Schloßstraße 2 a/b 52° 54′ 55″ N, 10° 31′ 7″ O       | Forsthof                       | Langgestrecktes, zur Straße giebelständiges Fachwerkgebäude unter ziegelgedecktem Halbwalmdach. Schleppgauben in den Dachflächen, Erker mit ehemaliger Aufzugsvorrichtung in der nördlichen Dachfläche zum Hof. Errichtet im 19. Jahrhundert. | 31006493 | BW   |
| Schloßstraße 2 52° 54′ 56″ N, 10° 31′ 9″ O           | Speicher                       | Zweistöckiger traufständiger Fachwerkspeicher unter mit Falzziegeln gedecktem Satteldach. Große Durchfahrt in der südlichen Haushälfte, Dacherker mit Aufzugsvorrichtung in der westlichen Dachfläche. Errichtet Mitte des 17. Jahrhunderts. | 31006475 | BW   |
| Schloßstraße 4 52° 55′ 1″ N, 10° 31′ 10″ O           | Torhaus                        | Eingeschossiges Fachwerkgebäude unter ziegelgedecktem Walmdach. Errichtet 1834/36. | 31006511 | BW   |
| Schloßstraße 4 52° 55′ 1″ N, 10° 31′ 10″ O           | Gefallenendenkmal              | Findling mit Inschrift. | 31006457 | BW   |
| Schloßstraße 4 52° 54′ 59″ N, 10° 31′ 4″ O           | Gutshaus                       | Zweigeschossiger verputzter Backsteinbau, polygonaler Mittelrisalit, ziegelgedecktes Walmdach. Symmetrischer schlichter Fassadenaufbau. Im Inneren zentrale ovale Eingangshalle mit zweiläufiger Treppenanlage, Stuckdecken von Carlo Francesco Tagliata und Josef Saba. Erbaut an Stelle eines älteren Wasserschlosses 1700-1708 durch C. F. von der Wense; Umbau 1838–40.                                                                                          | 37986229 | BW   |
| Schloßstraße 4 52° 54′ 59″ N, 10° 31′ 4″ O           | Landschaftspark                | Rest einer ehemals deutlich größeren Gesamtanlage, die sich weiter südlich in die so genannte Bokelmarsch entlang des Flüsschens Hardau ausbreitete. Die heute noch insbesondere das Entree der ehemaligen Gutsanlage prägende Landschaftsgestaltung beeindruckt durch mächtigen Baumbestand auf weiten offenen Wiesenräumen. Ursprung der Anlage wohl im beginnenden 19. Jahrhundert unter Einbeziehung der Gutsgebäude und des Dorfrandes als idyllische Staffage. | 37986502 | BW   |
| Schloßstraße 6 52° 55′ 1″ N, 10° 31′ 3″ O            | Mühlengebäude                  | Dreigeschossiger Backsteinbau unter ziegelgedecktem Satteldach. Erbaut 1908. | 31006547 | BW   |
| Schloßstraße 8 52° 55′ 2″ N, 10° 31′ 9″ O            | Pfarrhaus                      | Eingeschossiger Backsteinbau mit Zierfachwerk im Drempelgeschoss unter verschränkten Satteldächern in Hohlpfannendeckung. Erbaut 1911. | 31006565 | BW   |
| Schloßstraße 20 52° 55′ 7″ N, 10° 31′ 20″ O          | Wohn-/ Wirtschaftsgebäude      | Giebelständiges Vierständer-Fachwerkgebäude mit Backsteinausfachung, unter ziegelgedecktem Krüppelwalmdach. Großes Zwerchhaus in der östlichen Dachfläche. Errichtet um 1820. | 31006583 | BW   |
| Stadenser Weg 2 52° 55′ 2″ N, 10° 31′ 23″ O          | Scheune                        | Große Fachwerkscheune mit hohem Drempel, unter ziegelgedecktem Satteldach. Errichtet wohl nach 1945. | 31006000 | BW   |
| Stadenser Weg 2 52° 55′ 3″ N, 10° 31′ 23″ O          | Scheune                        | Große Fachwerkscheune, traufständig zur Schlossstraße, mit zahlreichen Quereinfahrten; unter ziegelgedecktem Satteldach. Inschriftliche Datierung im südlichen Giebel: "1948". | 31005982 | BW   |
| Stadenser Weg 2 52° 55′ 2″ N, 10° 31′ 20″ O          | Scheune                        | Große Fachwerkscheune unter ziegelgedecktem Satteldach. Gaube und Aufzugsvorrichtung in der östlichen Dachfläche. Errichtet im 19. Jahrhundert. | 31006018 | BW   |
| Stadenser Weg 2 52° 55′ 4″ N, 10° 31′ 20″ O          | Wohn-/ Wirtschaftsgebäude      | Zweiständer-Fachwerkhaus auf Feldsteinsockel, unter ziegelgedecktem Halbwalmdach. Ostfassade um 1900 umgebaut mit mittigem vierachsigem Zwerchhaus, darunter Eingangsloggia, Wandflächen mit vertikaler Verbretterung: vorgeblendete hölzerne Fassade. Errichtet als Krughaus zum westlich liegenden Schloss in der zweiten Hälfte des 18. Jahrhunderts. | 31006600 | BW   |
| B 4, km 43,370 52° 54′ 27″ N, 10° 31′ 0″ O           | Kreuzstein                     | Kleiner Findling mit eingerilltem lateinischen Kreuz. Inschrift: "Anno 1803". | 31006384 | BW   |